# Vaueli Nuusila
Vaueli Nuusila (Taputimu, 11 settembre 1986) è un calciatore samoano americano, di ruolo centrocampista.